# Styl retoryczny
Styl retoryczny, styl perswazyjny, styl przemówień – styl funkcjonalny języka stosowany w wystąpieniach publicznych, którego zasadniczą funkcją jest przyciągnięcie uwagi słuchacza i przekonanie go do pewnych racji. Efekt ten osiąga się poprzez dobór odpowiednich środków językowych oraz użycie argumentów racjonalnych (logicznych) i emocjonalnych.
Styl ten jest bliski stylowi potocznemu, ale pewne cechy łączą go też z innymi stylami językowymi, w tym ze stylem naukowym i stylem publicystycznym. Z tego względu przypisuje się mu złożony charakter. Jego konkretną postać (dobór elementów werbalnych, czasem też wizualnych i akustycznych) określają różne czynniki związane z „dialogiem” między mówcą a słuchaczem (mówca, środowisko, funkcja, sytuacja, cel, adresat).
Styl retoryczny, podobnie jak styl artystyczny, operuje środkami obrazowymi (metaforami, hiperbolami, paralelizmem składniowym, omówieniami itp.). Ze stylem publicystycznym łączy go dążenie do przekonania odbiorcy oraz ogólna zrozumiałość środków, zaś ze stylem specjalistycznym i naukowym – nacisk na rozwiniętą argumentację. Jednocześnie próby wywołania dialogu i bliskiego kontaktu z odbiorcami zbliżają styl retoryczny do stylu potocznego. Czasami są wprowadzane zwroty potoczne, zwłaszcza w wypadku przemówień okolicznościowych, często utrzymywanych w żartobliwym tonie; z kolei przemówienia o charakterze poważnym lub doniosłym (np. sądowe i polityczne) odznaczają się nagromadzeniem terminów. Jeśli przemówienie nie jest improwizowane, lecz zostało przygotowane (lub wręcz napisane), to styl ten może wykazywać wyraźne cechy wspólne z pozostałymi stylami języka pisanego.
Kompozycję tekstu retorycznego cechuje obecność sformułowań odzwierciedlających podział tekstu. Słowa dobiera się pod kątem zrozumiałości, a bardziej wyszukane określenia występują w zestawieniu z synonimami lub opisem. Styl retoryczny charakteryzuje się odniesieniami do innych tekstów, argumentacją opartą na przykładach ilustracyjnych, posługiwaniem się wyrażeniami wartościującymi, a także minimalizowaniem dystansu między mówcą a odbiorcą. Pod względem składniowym styl przemówień cechuje się budową zdania złożonego. Dominują zdania w trybie oznajmującym; dla rozmaicenia intonacji są stosowane zdania pytające (w tym pytania retoryczne) i zdania wykrzyknikowe.